# Сельское поселение Петровское (Московская область)
Сельское поселение Петровское — упразднённое муниципальное образование со статусом сельского поселения в Клинском районе Московской области.

## Общие сведения
Образовано в ходе муниципальной реформы, в соответствии с Законом Московской области от 28.02.2005 года № 80/2005-ОЗ «О статусе и границах Клинского муниципального района и вновь образованных в его составе муниципальных образований».
Административный центр — село Петровское.
Глава сельского поселения — Морозов Николай Иванович. Адрес администрации: 141654, Московская область, Клинский район, село Петровское, ул. Центральная, д. 21.

## Население
| 2006  | 2007  | 2008  | 2009  | 2010  | 2011  |
| ----- | ----- | ----- | ----- | ----- | ----- |
| 2331  | ↗2389 | ↗2397 | ↗2404 | ↘2276 | ↘2250 |
| 2012  | 2013  | 2014  | 2015  | 2016  | 2017  |
| →2250 | ↗2290 | ↗2316 | ↗2324 | ↘2287 | ↗2293 |
| 2018  |       |       |       |       |       |
| ↘2286 |       |       |       |       |       |

Крупные населённые пункты:
- село Петровское — 999 человек;
- деревня Елгозино — 723 человека.

## География
Расположено в юго-западной части Клинского района. Граничит с сельскими поселениями Воздвиженским и Нудольским, городскими поселениями Высоковск и Клин, а также сельским поселением Теряевским Волоколамского района. Площадь территории сельского поселения — 28 452 га.

## Состав сельского поселения
В состав сельского поселения входят 32 населённых пункта трёх упразднённых административно-территориальных единиц — Елгозинского, Нудольского и Петровского сельских округов:
| Статус  | Наименование   | Население, 2005 чел. | ОКАТО          | Бывшая административная единица |
| ------- | -------------- | -------------------- | -------------- | ------------------------------- |
| деревня | Аксениха       | 2                    | 46 221 837 009 | Петровский сельский округ       |
| деревня | Алферьево      | 6                    | 46 221 858 015 | Елгозинский сельский округ      |
| деревня | Богаиха        | 5                    | 46 221 837 010 | Петровский сельский округ       |
| деревня | Болдыриха      | 11                   | 46 221 858 014 | Елгозинский сельский округ      |
| деревня | Борихино       | 3                    | 46 221 837 005 | Петровский сельский округ       |
| деревня | Владыкина Гора | 26                   | 46 221 837 012 | Петровский сельский округ       |
| деревня | Волосово       | 1                    | 46 221 834 020 | Нудольский сельский округ       |
| деревня | Горицы         | 0                    | 46 221 834 021 | Нудольский сельский округ       |
| деревня | Городище       | 10                   | 46 221 858 016 | Елгозинский сельский округ      |
| деревня | Дятлово        | 120                  | 46 221 858 013 | Елгозинский сельский округ      |
| деревня | Елгозино       | 723                  | 46 221 858 001 | Елгозинский сельский округ      |
| деревня | Захарово       | 9                    | 46 221 837 008 | Петровский сельский округ       |
| деревня | Ивановское     | 8                    | 46 221 837 011 | Петровский сельский округ       |
| деревня | Княгинино      | 1                    | 46 221 858 005 | Елгозинский сельский округ      |
| деревня | Ковылино       | 0                    | 46 221 858 009 | Елгозинский сельский округ      |
| деревня | Лукино         | 2                    | 46 221 858 011 | Елгозинский сельский округ      |
| деревня | Мащерово       | 0                    | 46 221 858 017 | Елгозинский сельский округ      |
| деревня | Милухино       | 0                    | 46 221 858 008 | Елгозинский сельский округ      |
| деревня | Нагорное       | 0                    | 46 221 858 007 | Елгозинский сельский округ      |
| деревня | Новиково       | 24                   | 46 221 858 012 | Елгозинский сельский округ      |
| деревня | Ногово         | 140                  | 46 221 834 018 | Нудольский сельский округ       |
| деревня | Павельцево     | 34                   | 46 221 837 006 | Петровский сельский округ       |
| деревня | Парфенькино    | 5                    | 46 221 858 003 | Елгозинский сельский округ      |
| село    | Петровское     | 999                  | 46 221 837 001 | Петровский сельский округ       |
| деревня | Пупцево        | 5                    | 46 221 858 002 | Елгозинский сельский округ      |
| деревня | Сметанино      | 5                    | 46 221 837 004 | Петровский сельский округ       |
| деревня | Спасское       | 117                  | 46 221 837 007 | Петровский сельский округ       |
| деревня | Спецово        | 3                    | 46 221 858 010 | Елгозинский сельский округ      |
| деревня | Тарасово       | 3                    | 46 221 858 006 | Елгозинский сельский округ      |
| деревня | Тархово        | 60                   | 46 221 858 004 | Елгозинский сельский округ      |
| деревня | Теренино       | 2                    | 46 221 837 003 | Петровский сельский округ       |
| деревня | Тихомирово     | 7                    | 46 221 837 002 | Петровский сельский округ       |